# Слободан Жуњић
Слободан Жуњић (Приштина, 20. октобар 1949 — Београд, 9. март 2019) био је југословенски и српски професор, филозоф, историчар филозофије и преводилац филозофских дела. Један је од најистакнутијих српских филозофа друге половине 20. и првих деценија 21. века. Истицао се по ширини своје филозофске културе и вансеријској ерудицији. Био је историчар филозофије који је изванредно познавао готово све периоде повесног развоја филозофског мишљења и полихистор какав се ретко среће чак и у далеко развијенијим културама.

## Биографија
Слободан Жуњић је рођен 20. октобра 1949. у Приштини али је детињство и већи део живота провео у Београду, где је завршио основну школу и гимназију. Студије филозофије завршио је на Филозофском факултету Универзитета у Београду 1972. године, када је добио и Октобарску награду за најбољи дипломски рад на Београдском универзитету. Од 1972. до 1974. године стажирао је у Институту за филозофију Филозофског факултета у Београду. Године 1975. изабран је за асистента у тадашњем Институту за међународни раднички покрет у Београду. Академску каријеру је започео године 1976. када је постао научни секретар у Институту за филозофију Филозофског факултета у Београду. За асистента на предмету Историја филозофије I (античка филозофија) изабран је 1977. а за доцента 1986. године. Ванредни професор је 1993. на истом предмету. Одбранио је магистарски рад „Темељни појмови ране грчке филозофије у интерпретацији Мартина Хајдегера”, на Филозофском факултету у Београду 1982. Докторску тезу „Проблем Једног у Аристотеловој Метафизици” одбранио је на истом факултету 1986. године. Предавао је као хонорарни професор и на Филозофском факултету у Новом Саду и на универзитетима у Пенсилванији и Род Ајленду.
Био је на студијским боравцима као Хумболтов стипендиста у Фрајбургу (Немачка) 1976, у Тибингену на Карл Еберхарт Универзитету 1982/83. Године 1997/98. био је на студијском боравку на Пенсилванија Универзитету у Филаделфији.
Био је руководилац потпројеката за античку филозофију у Институту за филозофију Филозофског факултета у Београду, затим кодиректор међународних курсева о Ничеу (Дубровник 1989-1991) Био је члан Одбора за филозофију САНУ од 1996. године.
Подручје Жуњићевог истраживања биле су историја античке филозофије, византијска филозофија, национална филозофија код Срба, херменеутика, методологија историје филозофије, практичка филозофија, критичка теорија, постструктурализам и постмодерна.
Аутор је више књига и десетине студија, резултате истраживања објављивао је у бројним радовима и расправама. Своје радове је објављивао на српском, немачком, енглеском и француском језику.
За четворотомну студију „Прирок и суштаство – историја појмовне логике код Срба” (2013) добио је три престижне награде: прва је награда „Никола Милошевић“, коју додељује Други програм радио Београда за најбољу књигу из области теорије књижевности и уметности, естетике и филозофије; друга је „Награда града Београда“ за највећа достигнућа у 2013. години у области друштвених и хуманистичких наука; трећа је „Награда за издавачки подухват године“, коју додељује Новосадски салон књига.
Године 2018. је Академија наука и умјетности Републике Српске организовала научни скуп посвећен његовој „Историја српске филозофије“, а потом је публиковала и зборник реферата „Српска филозофија или филозофија код Срба” (2018).
Слободан Жуњић преминуо је у Београду 9. марта 2019. године.